# Санцигнюв
Санцигнюв (пол. Sancygniów) — село в Польщі, у гміні Дзялошиці Піньчовського повіту Свентокшиського воєводства.
Населення — 223 особи (2011).
У 1975-1998 роках село належало до Келецького воєводства.

## Демографія
Демографічна структура на день 31 березня 2011 року:
|          | Загалом | Допрацездатний вік | Працездатний вік | Постпрацездатний вік |
| -------- | ------- | ------------------ | ---------------- | -------------------- |
| Чоловіки | 116     | 18                 | 68               | 30                   |
| Жінки    | 107     | 17                 | 47               | 43                   |
| Разом    | 223     | 35                 | 115              | 73                   |